# Raphiocarpus aureus
Raphiocarpus aureus là một loài thực vật có hoa trong họ Tai voi. Loài này được (Dunn) B.L. Burtt miêu tả khoa học đầu tiên năm 1997.